# تاویرا
تاویرا یکی از شهرهای کشور پرتغال است که در جنوب غربی این کشور واقع شده‌است. قدمت تاریخی به ۱۰۰۰ سال پیش از میلاد بر می‌گردد و بنیان این شهر را به دریانوردان فنیقی نسبت می‌دهند. در دوره رومیان بندر جدیدی در این منطقه به نام بالسا ایجاد کردند به خاطر همین از اهمیت تاویرا کاسته شد.

## جاذبه‌های توریستی
- کاخ موزه تاویرا
- قلعه تاویرا
- موزه علوم زندگی
- کلیسا سن فرانسیسکو
- کلیسا رحمت
- دیسکو اکو تاویرا
- کمپ جزیره تاویرا و ساحل برهنگی